# ديفيد كوردون
ديفيد كوردون (بالإسبانية: David Cordón)‏ هو لاعب كرة قدم إسباني في مركز الدفاع، ولد في 12 نوفمبر 1975 في مدريد في إسبانيا. شارك مع منتخب إسبانيا تحت 16 سنة لكرة القدم ومنتخب إسبانيا تحت 18 سنة لكرة القدم ومنتخب إسبانيا تحت 19 سنة لكرة القدم ومنتخب إسبانيا تحت 20 سنة لكرة القدم ومنتخب إسبانيا تحت 21 سنة لكرة القدم. أما مع النوادي، فقد لعب مع أتلتيكو مدريد ب وأتلتيكو مدريد وريال يونيون وريكرياتيفو ونادي إشبيلية ونادي إيبار ونادي سمورة ونادي قرطاجنة.

## وصلات خارجية
- ديفيد كوردون على موقع الاتحاد الدولي (مؤرشف)  (الإنجليزية)
- ديفيد كوردون على موقع قاعدة بيانات كرة القدم.إي يو (الإنجليزية)